# 坦噶號魚雷艇母艦

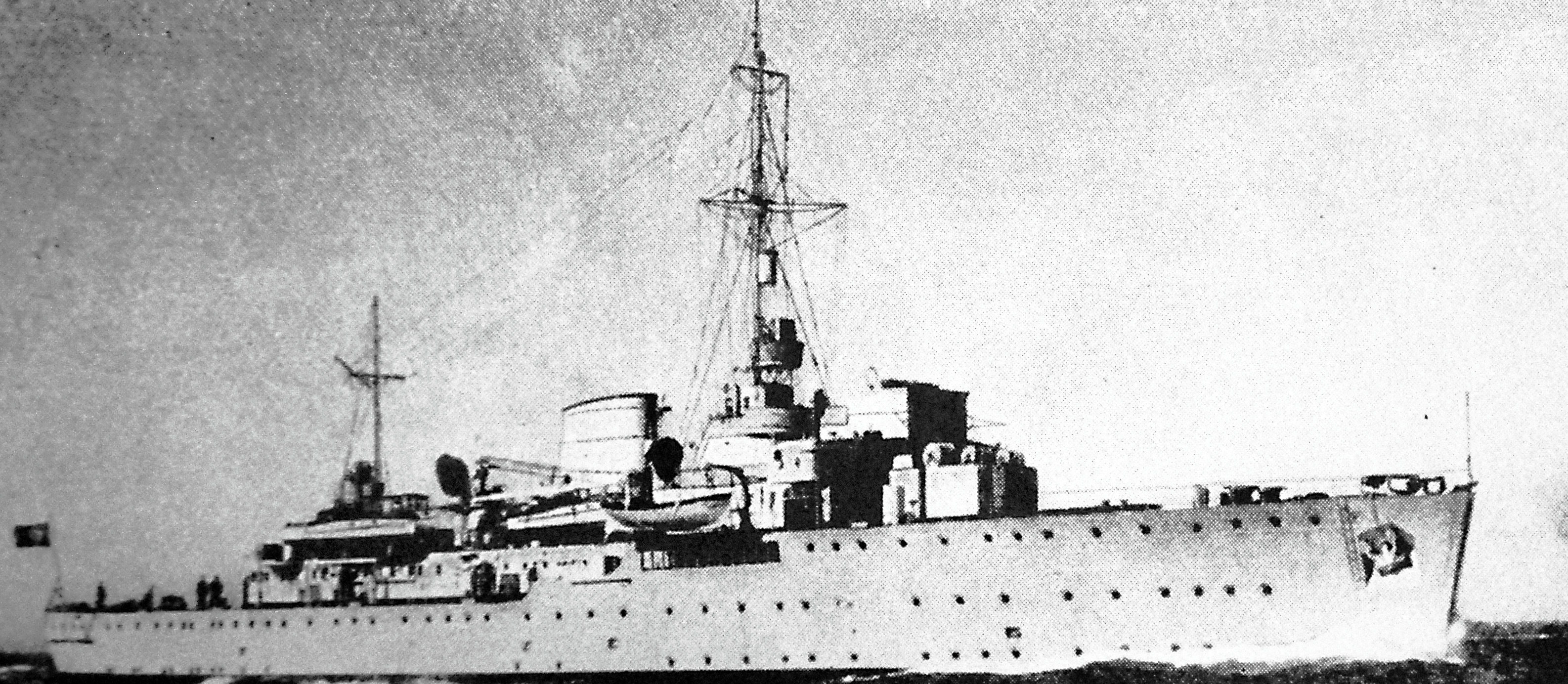
原本給中國海軍的戚繼光號已經變成納粹德國海軍的坦噶號

坦噶號魚雷艇母艦是1935年中華民國海軍電雷學校向德國訂購的魚雷艇母艦（PT BOAT TENDER），此艦在1936年於德國北部城市羅斯托克的海王星船廠開工建造，1937年12月14日下水，1939年1月21日完成，原本完工時會改名為「戚繼光號」，但由於當時中日戰爭已開打了一年有多，中國沿海已全部淪陷，連先前訂購的3艇S-7魚雷艇都祇能用於長江內河，再加上德日已經結盟，這樣更不能移交給中國，故由納粹德國海軍接收，以德属东非城市坦噶命名，改名為「坦噶號」（TANGA），除了本艦還有8艘S-30魚雷艇也一起被德國人接收。

## 基本資料
- 船長:96.2米
- 船闊:13.63米
- 船高:4.14米
- 基本排水量:2190噸
- 滿載排水量:2620噸
- 動力:2部德國MAN廠製四衝程柴油發動機(總馬力:4100匹)
- 最快時速:17.5節
- 武裝:2座105毫米口徑防空炮+4座20毫米口徑防空機炮+2座37毫米口徑防空機炮
- 人員:225人

## 設計
坦噶號魚雷艇母艦以青島號魚雷艇母艦為藍本但把其尺寸略為放大，艦上有魚雷艇船員的居住艙和為魚雷艇進行維修的設備，還能裝載24支魚雷和72個水雷等武器以作為魚雷艇部隊的後勤補給站。

## 服役於納粹德國海軍
坦噶號於1939年被派去波羅的海的第2S艇中隊，1940年駛回威廉港然後被派去挪威歸第6S艇中隊，作為巡洋艦的通信中繼艦，之後回國大修並改為訓練艦，1945年5月7日，德國投降後負責清理由德國人佈下的水雷，1947年被美國人轉交給丹麥，丹麥海軍把它改名為埃吉爾號（編號:A560），繼續作為魚雷艇和潛艇的海上補給艦，直至1967年才退役後被拆毀。

## 使用國家

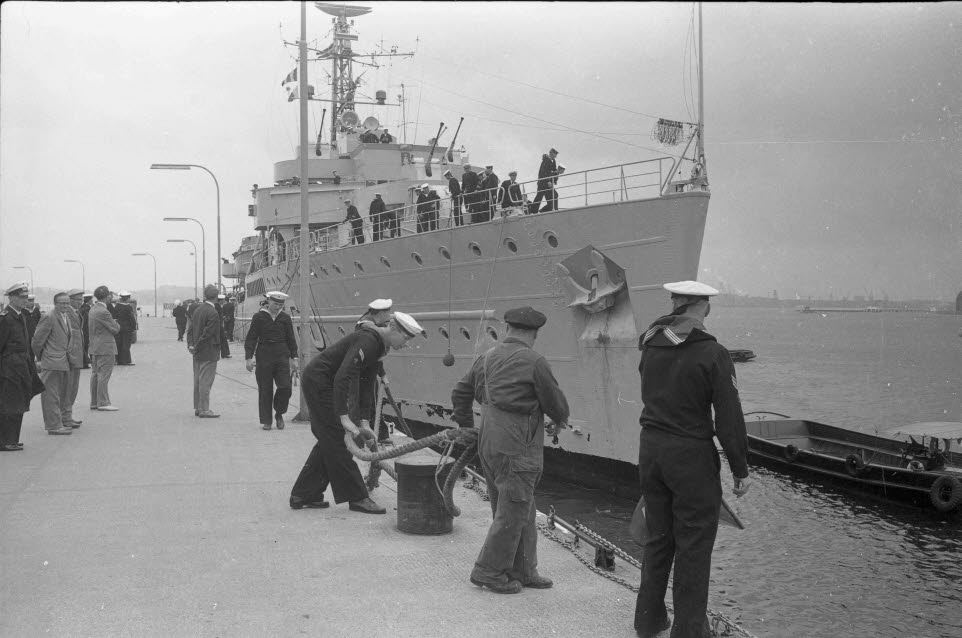
1963年丹麥海軍的坦噶號（已改名「埃吉爾號」）

- 納粹德國
- 丹麦
- 中華民國（原本計劃但最終取消）

## 外部連結
- 民國時期的中國海軍（页面存档备份，存于）
- 戚繼光號
- A560 Aegir sub tender（页面存档备份，存于）
- Tanga（页面存档备份，存于）